# 洪门镇 (南城县)
洪门镇，是中华人民共和国江西省抚州市南城县下辖的一个乡镇级行政单位。面积约0.5平方公里，距南城县政府所在建昌镇15公里。境内有洪门水库。镇东北有明益藩王墓地（洪门益王家族墓群、岳口益王家族墓群），为明宪宗六子益端王朱祐槟之子益庄王朱厚烨家族墓及益恭王朱厚炫家族墓，为江西省文物保护单位。

## 行政区划
洪门镇下辖以下地区：
洪门社区、徐田村、庄上村、曹源村、红岭村、沙坪村、付前村、渡口村和大源村。